# Ибо, Поль
Поль Ибо́ (фр. Paul Ibos; 18 августа 1919, Сайгон, Французский Индокитай — 12 марта 2015, Версаль, департамент Ивелин, Франция) — участник Второй мировой войны, командор ордена Почётного легиона, соратник Освобождения, до момента смерти был последним из остававшихся в живых лётчиков бомбардировочной эскадрильи «Лотарингия».

## Биография
Поль Ибо родился в Сайгоне в семье французского генерала, командовавшего морской пехотой. После возвращения семьи на родину учился в лицеях в Париже и Тулузе. 1 октября 1939 года, после начала Второй мировой войны, вступил добровольцем в части французских ВВС. Однако поучаствовать в войне не удалось — его часть стояла в Шатору в центральной Франции. В мае 1940 года Ибо направили в учебный центр бомбардировочной авиации в Тулузе, но уже 22 июня, после немецкого блицкрига, Франция потерпела поражение и вышла из войны.
Полю Ибо вместе с двумя товарищами по фамилии Лаби и Фора удалось раздобыть фальшивые польские паспорта, перебраться по ним в соседнюю Испанию, а затем через Португалию отплыть в Лондон, где генерал Де Голль уже формировал подразделения «Сражающейся Франции» для дальнейшей битвы за освобождение страны. В августе Ибо добрался до Англии, получил звание младшего лейтенанта и был направлен на обучение в британскую лётную школу в Одихэме.
Несмотря на желание Ибо стать пилотом, его зачислили на курс «наблюдателей». В апреле 1941 года, после окончания школы, Ибо был зачислен в ВВС «Сражающейся Франции» и переброшен в Такоради на территории современной Ганы, бывшей тогда британской колонией. Здесь должна была быть сформирована авиационная бомбардировочная группа № 2 под командованием Жоржа Гумена, которой на поставленных из США самолётах Glenn Martin предстояло выполнять боевые задачи. Однако по прибытии на место выяснилось, что самолёты перевозились через океан в разобранном виде и сначала их необходимо собрать под руководством британских механиков.
В сентябре 1941 года была сформирована бомбардировочная эскадрилья «Лотарингия». Ибо в её составе участвовал в боевых действиях на территории Ливии в качестве лётчика-наблюдателя. В ноябре 1941 года за успешное выполнение боевого задания ему была объявлена благодарность в приказе. В июне 1942 года он получил звание лейтенанта, в том же году окончил лётную школу в Дамаске и получил долгожданное свидетельство пилота. В январе 1943 года вместе с эскадрильей перебазировался на аэродром Форт-Бридж в Англии. С этого момента участвовал в боевых действиях на Западном фронте — управляемый Ибо самолёт неоднократно перелетал Ла-Манш для бомбардировки нацистских позиций на территории Франции. Во время одного из таких полётов Поль Ибо был ранен.
В июне 1944 года получил звание капитана, в августе был переведён в штаб ВВС «Сражающейся Франции» в Лондоне. 20 ноября Шарль Де Голль принял Поля Ибо в члены ордена Освобождения — за всю историю этой награды удостоились лишь 1038 человек, из них 271 — посмертно. В марте 1946 года ушёл в отставку. За время войны капитан Ибо совершил 74 боевых вылета.
После войны работал заместителем директора в авиационной компании UAT, позднее переименованной в UTA. Вплоть до момента своей смерти в марте 2015 года Поль Ибо оставался последним живым ветераном «Лотарингии».

## Реакция
Президент Французской Республики Франсуа Олланд откликнулся на смерть Поля Ибо, заявив: «Наша страна потеряла героя Второй мировой войны, Соратники Освобождения потеряли своего товарища по оружию, а французская авиация потеряла великого пилота».
Известие о смерти Поля Ибо было опубликовано в официальной «Российской газете».

## Награды
- Командор ордена Почётного легиона
- Соратник Освобождения с 20 ноября 1944
- Военный крест (1939—1945)
- Колониальная медаль с плашкой «Ливия»[2]